# مولکولو بالا
مولکولو بالا (به لاتین: Yukhary Myulkyulyu) یک منطقه مسکونی در جمهوری آذربایجان است که در شهرستان تووز واقع شده است.